# Parafia św. Wojciecha w Gdańsku (dekanat Gdańsk-Śródmieście)

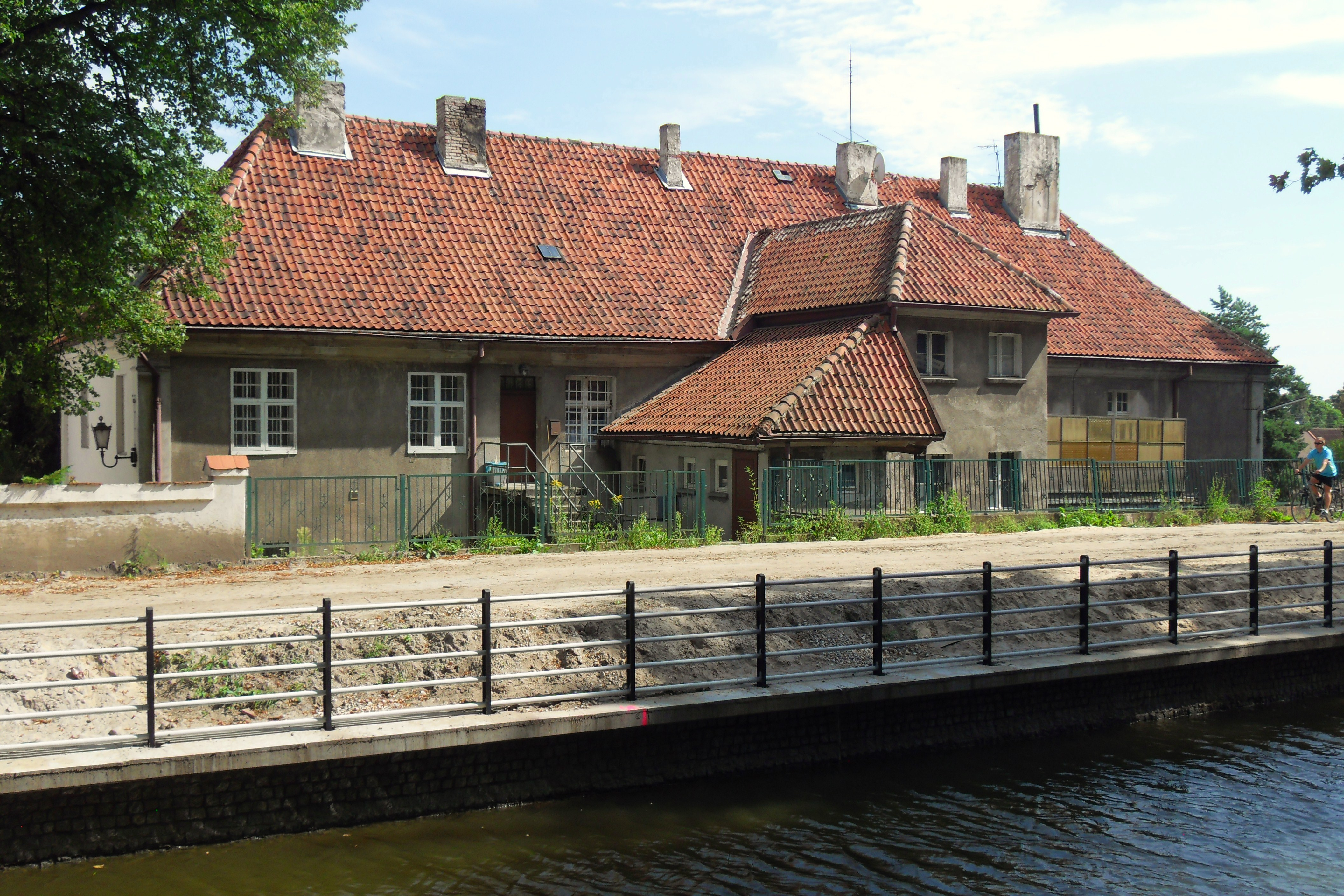
Zabytkowa plebania

Parafia pw. Świętego Wojciecha w Gdańsku – parafia rzymskokatolicka usytuowana w Gdańsku, z siedzibą w Świętym Wojciechu przy ul. Trakt św. Wojciecha. Należy do dekanatu Gdańsk-Śródmieście, który należy z kolei do archidiecezji gdańskiej.
Obecnym proboszczem parafii jest ks. Krzysztof Ziobro.

## Historia
- 1818. – ustanowienie parafii